# Stagecoach to Denver
Stagecoach to Denver – amerykański film z 1946 roku w reżyserii R.G. Springsteena.